# Milassin Lóránd
Milassin Lóránd (Budapest, 1948. január 18. – 2021. április 1.) magyar bajnok atléta, gát- és rövidfutó, olimpikon, edző.

## Pályafutása
1965 és 1978 között a Bp. Honvéd atlétája volt. 1968 és 1976 között az atlétikai válogatott kerettagja volt. 1972-ben a Testnevelési Főiskolán edzői, majd 1979-ben atléta szakedzői diplomát szerzett.
1971 és 1978 között 110 méteres gátfutásban hét magyar bajnoki címet szerzett. Ugyanebben a versenyszámban 1971 és 1973 között nyolc alkalommal javított országos rekordot. Részt vett az 1972-es müncheni olimpián, ahol 110 méteres gátfutásban az előfutamban kiesett.
Felesége Ziegner Anikó (1954) atléta (távolugró, rövidtávfutó, ötpróbázó), olimpikon, edző.

## Sikerei, díjai
Magyar bajnokság
- 60 m gát (fedett)
  - bajnok (2): 1975, 1977
  - 2.: 1974
- 110 m gát
  - bajnok (7): 1971, 1972, 1973, 1975, 1976, 1977, 1978
  - 2. (3): 1966, 1968, 1970
- 4 × 200 m váltó
  - bajnok: 1972